# Consorti d'Orléans

Stemma dei Duchi d'Orléans

## Contesse d'Orléans
Merovingi 
| Nome | Matrimonio |    |                            |
| ---- | ---------- | -- | -------------------------- |
| Nome | Matrimonio | NN | Conte Willachar una figlia |

 Carolingi 
| Nome                   | Ritratto | Data di nascita | Carica           | Carica                                  | Matrimoni                                               | Note                                  |
| Nome                   | Ritratto | Data di nascita | Inizio           | Fine                                    | Matrimoni                                               | Note                                  |
| ---------------------- | -------- | --------------- | ---------------- | --------------------------------------- | ------------------------------------------------------- | ------------------------------------- |
| Waldrada di Wormsgau   |          |                 |                  | 821                                     | Adrien d'Orléans due figli                              | figlia di Erfaldo                     |
| Engeltrude di Fézensac |          | 805             | 827              | 834                                     | Oddone d'Orléans due figli                              | figlia di Liutardo, conte di Fezensac |
| Agane                  |          |                 |                  | ante 862                                | Roberto il Forte due figli                              |                                       |
| Adelaide d'Alsazia     |          | 805             | post 862         | 15 settembre 866                        | Roberto il Forte due figli                              | figlia di Ugo di Tours                |
| Teoderada di Troyes    |          | 868             | 881              | 29 febbraio 886 divenne Regina consorte | Oddone, conte di Parigi quattro figliOtto nessun figlio | figlia di Alerano di Barcellona       |
| Giuditta               |          |                 | 922              | 925                                     | Ugo il Grande nessun figlio                             |                                       |
| Edilde d'Inghilterra   |          | 907/910         | 926/927          | 26 gennaio 937                          | Ugo il Grande nessun figlio                             | figlia di Edoardo il Vecchio          |
| Edvige di Sassonia     |          | 910/922         | 14 settembre 938 | 16 giugno 956                           | Ugo il Grande cinque figli                              | figlia di Enrico I di Sassonia        |
| Adelaide d'Aquitania   |          | 945             | 970              | 3 luglio 987 divenne Regina consorte    | Ugo Capeto tre figli                                    | figlia di Guglielmo III di Aquitania  |

 Capetingi 
| Nome               | Ritratto | Data di nascita | Carica         | Carica                                 | Matrimoni                            | Note                          |
| Nome               | Ritratto | Data di nascita | Inizio         | Fine                                   | Matrimoni                            | Note                          |
| ------------------ | -------- | --------------- | -------------- | -------------------------------------- | ------------------------------------ | ----------------------------- |
| Isabella d'Aragona |          | 1247            | 28 maggio 1262 | 25 agosto 1270 divenne Regina consorte | Filippo III di Francia quattro figli | figlia di Giacomo I d'Aragona |

## Duchesse d'Orléans
Valois 
| Nome               | Ritratto | Data di nascita | Carica         | Carica           | Matrimoni                      | Note                             |
| Nome               | Ritratto | Data di nascita | Inizio         | Fine             | Matrimoni                      | Note                             |
| ------------------ | -------- | --------------- | -------------- | ---------------- | ------------------------------ | -------------------------------- |
| Bianca di Francia  |          | 1 aprile 1328   | 8 gennaio 1345 | 1 settembre 1376 | Filippo I nessun figlio        | figlia di Carlo IV di Francia    |
| Valentina Visconti |          | 1366            | 17 agosto 1389 | 23 novembre 1407 | Luigi I tre figli e una figlia | figlia di Gian Galeazzo Visconti |

 Valois-Orléans 
| Nome               | Ritratto | Data di nascita   | Carica           | Carica                                | Matrimoni                      | Note                              |
| Nome               | Ritratto | Data di nascita   | Inizio           | Fine                                  | Matrimoni                      | Note                              |
| ------------------ | -------- | ----------------- | ---------------- | ------------------------------------- | ------------------------------ | --------------------------------- |
| Isabella di Valois |          | 9 novembre 1389   | 23 novembre 1407 | 13 settembre 1489                     | Carlo I una figlia             | figlia di Carlo VI di Francia     |
| Bona d'Armagnac    |          | 19 febbraio 1392  | 15 agosto 1410   | 1430/1435                             | Carlo I nessun figlio          | figlia di Bernardo VII d'Armagnac |
| Maria di Clèves    |          | 19 settembre 1426 | 27 novembre 1440 | 5 gennaio 1465                        | Carlo I due figlie e un figlio | figlia di Adolfo I di Kleve       |
| Giovanna di Valois |          | 23 aprile 1461    | 8 settembre 1476 | 7 aprile 1498 divenne Regina consorte | Luigi II nessun figlio         | figlia di Luigi XI di Francia     |

 Valois-Angoulême 
| Nome                      | Ritratto | Data di nascita   | Carica          | Carica          | Matrimoni                             | Note                                |
| Nome                      | Ritratto | Data di nascita   | Inizio          | Fine            | Matrimoni                             | Note                                |
| ------------------------- | -------- | ----------------- | --------------- | --------------- | ------------------------------------- | ----------------------------------- |
| Caterina de' Medici       |          | 13 aprile 1519    | 28 ottobre 1533 | 10 agosto 1536  | Enrico I cinque figli e cinque figlie | figlia di Lorenzo, duca d'Urbino    |
| Elisabetta d'Austria      |          | 5 luglio 1554     | 24 ottobre 1550 | 5 dicembre 1560 | Carlo III nessun figlio               | figlia di Massimiliano II d'Asburgo |
| Luisa di Lorena-Vaudémont |          | 19 settembre 1551 | 5 dicembre 1560 | 8 febbraio 1566 | Enrico Alessandro nessun figlio       | figlia di Nicola di Lorena          |

 Borbone 
| Nome                               | Ritratto | Data di nascita | Carica             | Carica          | Matrimoni                                    | Note                                   |
| Nome                               | Ritratto | Data di nascita | Inizio             | Fine            | Matrimoni                                    | Note                                   |
| ---------------------------------- | -------- | --------------- | ------------------ | --------------- | -------------------------------------------- | -------------------------------------- |
| Maria di Borbone-Montpensier       |          | 15 ottobre 1605 | 6 agosto 1626      | 4 giugno 1627   | Gastone d'Orléans una figlia                 | figlia di Enrico di Montpensier        |
| Margherita di Lorena               |          | 22 luglio 1615  | 2 o 3 gennaio 1632 | 2 febbraio 1660 | Gastone d'Orléans un figlio e quattro figlie | figlia di Francesco II di Lorena       |
| Enrichetta d'Inghilterra           |          | 26 giugno 1644  | 31 marzo 1661      | 30 giugno 1670  | Filippo I un figlio e tre figlie             | figlia di Carlo I d'Inghilterra        |
| Elisabetta Carlotta del Palatinato |          | 27 maggio 1652  | 16 novembre 1671   | 9 giugno 1701   | Filippo I due figli e una figlia             | figlia di Carlo I Luigi del Palatinato |

 Borbone-Orléans 
| Nome                                       | Ritratto | Data di nascita  | Carica           | Carica          | Matrimoni                                    | Note |
| Nome                                       | Ritratto | Data di nascita  | Inizio           | Fine            | Matrimoni                                    | Note |
| ------------------------------------------ | -------- | ---------------- | ---------------- | --------------- | -------------------------------------------- | --- |
| Francesca Maria di Borbone-Francia         |          | 25 maggio 1677   | 18 febbraio 1692 | 2 dicembre 1723 | Filippo II un figlio e sette figlie          | figlia di Luigi XIV di Francia                                                                               |
| Augusta di Baden-Baden                     |          | 10 novembre 1704 | 13 luglio 1724   | 8 luglio 1726   | Luigi I un figlio e una figlia               | figlia di Luigi Guglielmo di Baden-Baden                                                                     |
| Luisa Enrichetta di Borbone-Conti          |          | 20 giugno 1726   | 4 febbraio 1752  | 9 febbraio 1759 | Luigi Filippo I un figlio e una figlia       | figlia di Luigi Armando II di Borbone-Conti                                                                  |
| Luisa Maria Adelaide di Borbone-Penthièvre |          | 13 marzo 1753    | 18 novembre 1785 | 6 novembre 1793 | Luigi Filippo II tre figli e due figlie      | figlia di Luigi Giovanni Maria di Borbone, duca di Penthièvre                                                |
| Maria Amalia delle Due Sicilie             |          | 26 aprile 1782   | 6 aprile 1814    | 9 agosto 1830   | Luigi Filippo III sei figli e quattro figlie | figlia di Ferdinando I delle Due Sicilie, dopo la Rivoluzione di luglio divenne Regina consorte dei Francesi |
| Elena di Meclemburgo-Schwerin              |          | 24 gennaio 1814  | 30 maggio 1837   | 13 luglio 1842  | Ferdinando Filippo due figli                 | figlia di Federico Ludovico di Meclemburgo-Schwerin                                                          |

 Titolo di cortesia 
| Nome                        | Ritratto | Data di nascita   | Carica          | Carica           | Matrimoni                                            | Note                                            |
| Nome                        | Ritratto | Data di nascita   | Inizio          | Fine             | Matrimoni                                            | Note                                            |
| --------------------------- | -------- | ----------------- | --------------- | ---------------- | ---------------------------------------------------- | ----------------------------------------------- |
| Maria Isabella d'Orléans    |          | 21 settembre 1848 | 30 maggio 1864  | 8 settembre 1894 | Luigi Filippo Alberto quattro figli e quattro figlie | figlia di Antonio d'Orléans                     |
| Maria Dorotea d'Austria     |          | 14 giugno 1867    | 5 novembre 1896 | 19 agosto 1914   | Luigi Filippo Roberto nessun figlio                  | figlia di Giuseppe Carlo Luigi d'Asburgo-Lorena |
| Isabella d'Orléans          |          | 4 settembre 1874  | 28 marzo 1926   | 25 agosto 1940   | Giovanni un figlio e tre figlie                      | figlia di Luigi Filippo Alberto d'Orléans       |
| Isabella d'Orléans-Braganza |          | 13 agosto 1911    | 25 agosto 1940  | 3 agosto 1969    | Enrico cinque figli e sei figlie                     | figlia di Pietro d'Orléans-Braganza             |
| Gersende de Sabran-Pontevès |          | 1942              | 3 agosto 1969   | in carica        | Giacomo d'Orléans due figli e una figlia             | figlia di Foulques de Sabran-Pontevès           |